# Balón de Oro 2003

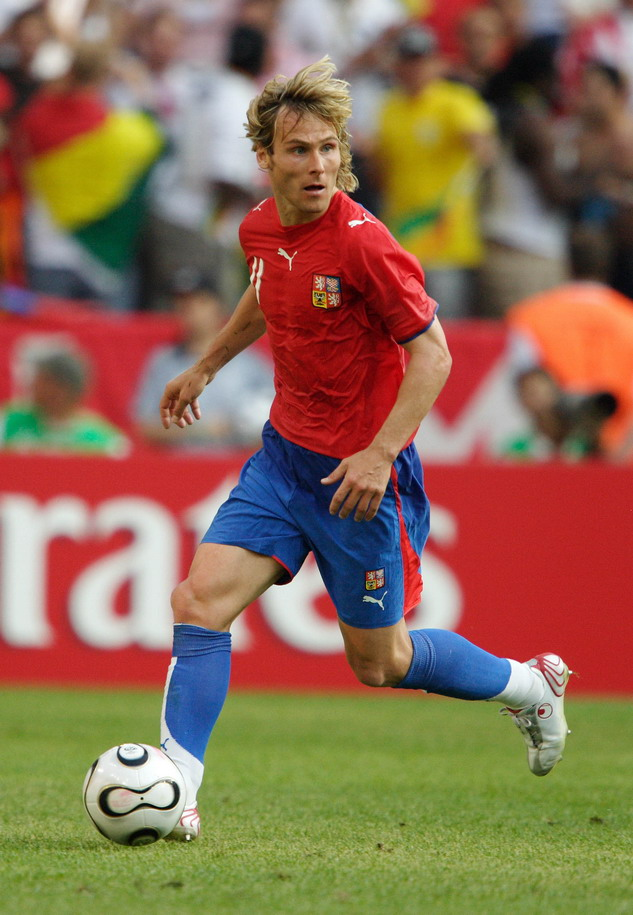
Pavel Nedvêd, ganador del Balón de Oro en el año 2003

La edición de 2003 del Balón de Oro, 48 ª edición del premio de fútbol creado por la revista francesa France Football, fue ganada por el checo Pavel Nedvěd (Juventus).
Los miembros del jurado que votaron fueron 52, de Albania, Alemania, Andorra, Armenia, Austria, Azerbaiyán, Bielorrusia, Bélgica, Bosnia-Herzegovina, Bulgaria, Chipre, Croacia, Dinamarca, Escocia, Eslovaquia, Eslovenia, España, Estonia, Finlandia, Francia, Gales, Georgia, Grecia, Hungría, Inglaterra, Irlanda, Irlanda del Norte, Islandia, Islas Feroe, Israel, Italia, Kazajistán, Letonia, Liechtenstein, Lituania, Luxemburgo, República de Macedonia, Malta, Moldavia, Noruega, Países Bajos, Polonia, Portugal, República Checa, Rumania, Rusia, San Marino, Suecia, Suiza, Turquía, Ucrania y Yugoslavia .

## Ranking
| Pos. | Nac.                                                | Jugador              | Puntos | Equipo                                             |
| ---- | --------------------------------------------------- | -------------------- | ------ | -------------------------------------------------- |
| 1    | Bandera de República Checa                          | Pavel Nedved         | 190    | Juventus F. C.                                     |
| 2    | Bandera de Francia                                  | Thierry Henry        | 128    | Arsenal F. C.                                      |
| 3    | Bandera de Italia                                   | Paolo Maldini        | 123    | A. C. Milan                                        |
| 4    | Bandera de Ucrania                                  | Andriy Shevchenko    | 67     | A. C. Milan                                        |
| 5    | Bandera de Francia                                  | Zinedine Zidane      | 64     | Real Madrid C. F.                                  |
| 6    | Bandera de los Países Bajos                         | Ruud van Nistelrooy  | 61     | Manchester United F. C.                            |
| 7    | Bandera de España                                   | Raúl González        | 32     | Real Madrid C. F.                                  |
| 8    | Bandera de Brasil                                   | Roberto Carlos       | 27     | Real Madrid C. F.                                  |
| 9    | Bandera de Italia                                   | Gianluigi Buffon     | 19     | Juventus F. C.                                     |
| 10   | Bandera de Inglaterra                               | David Beckham        | 17     | Manchester United F. C. / Real Madrid C. F.        |
| 11   | Bandera de Brasil                                   | Ronaldo              | 11     | Real Madrid C. F.                                  |
| 12   | Bandera de Suecia · Bandera de Cabo Verde           | Henrik Larsson       | 6      | Celtic F. C.                                       |
| 13   | Bandera de Portugal                                 | Deco                 | 4      | F. C. Porto                                        |
| =    | Bandera de Italia                                   | Alessandro Del Piero | 4      | Juventus F. C.                                     |
| =    | Bandera de Brasil                                   | Dida                 | 4      | A. C. Milan                                        |
| =    | Bandera de los Países Bajos                         | Roy Makaay           | 4      | R. C. Deportivo de La Coruña / F. C. Bayern Múnich |
| =    | Bandera de Italia                                   | Alessandro Nesta     | 4      | A. C. Milan                                        |
| 18   | Bandera de Turquía                                  | Nihat Kahveci        | 3      | Real Sociedad de F.                                |
| =    | Bandera de Italia                                   | Francesco Totti      | 3      | A. S. Roma                                         |
| 20   | Bandera de Alemania                                 | Michael Ballack      | 2      | F. C. Bayern Múnich                                |
| =    | Bandera de Suecia · Bandera de Bosnia y Herzegovina | Zlatan Ibrahimović   | 2      | A. F. C. Ajax                                      |
| 22   | Bandera de Italia                                   | Filippo Inzaghi      | 1      | A. C. Milan                                        |
| =    | Bandera de República Checa                          | Jan Koller           | 1      | Borussia Dortmund                                  |
| =    | Bandera de Rumania                                  | Adrian Mutu          | 1      | Parma F. C. / Chelsea F. C.                        |
| =    | Bandera de Brasil                                   | Ronaldinho           | 1      | París Saint-Germain F. C. / F. C. Barcelona        |
| =    | Bandera de Italia                                   | Francesco Toldo      | 1      | F. C. Internazionale                               |